# Janne Hietanen
Janne Hietanen (Oulu, 2 giugno 1978) è un ex calciatore finlandese, di ruolo difensore.

## Carriera

### Club
Hietanen cominciò la carriera con la maglia dello OTP, per poi passare al Jazz. Dopo un'esperienza con gli svedesi del Norrköping, tornò in patria per giocare nel VPS. Militò poi nelle file dei turchi del Denizlispor e in quelle degli spagnoli del Las Palmas.
Fu poi ingaggiato dai norvegesi del Tromsø, per cui esordì nella Tippeligaen il 10 aprile 2005, sostituendo Lars Iver Strand nel pareggio per 1-1 contro l'Odd Grenland. Tornò poi in Spagna, stavolta nel Córdoba, in patria nello AC Oulu e poi in Francia, per giocare nel Troyes.
Vestì poi la maglia dei belgi del Roeselare, prima di tornare ancora allo Oulu.

### Nazionale
Hietanen conta 17 presenze per la Finlandia.